# Такао (крейсер)

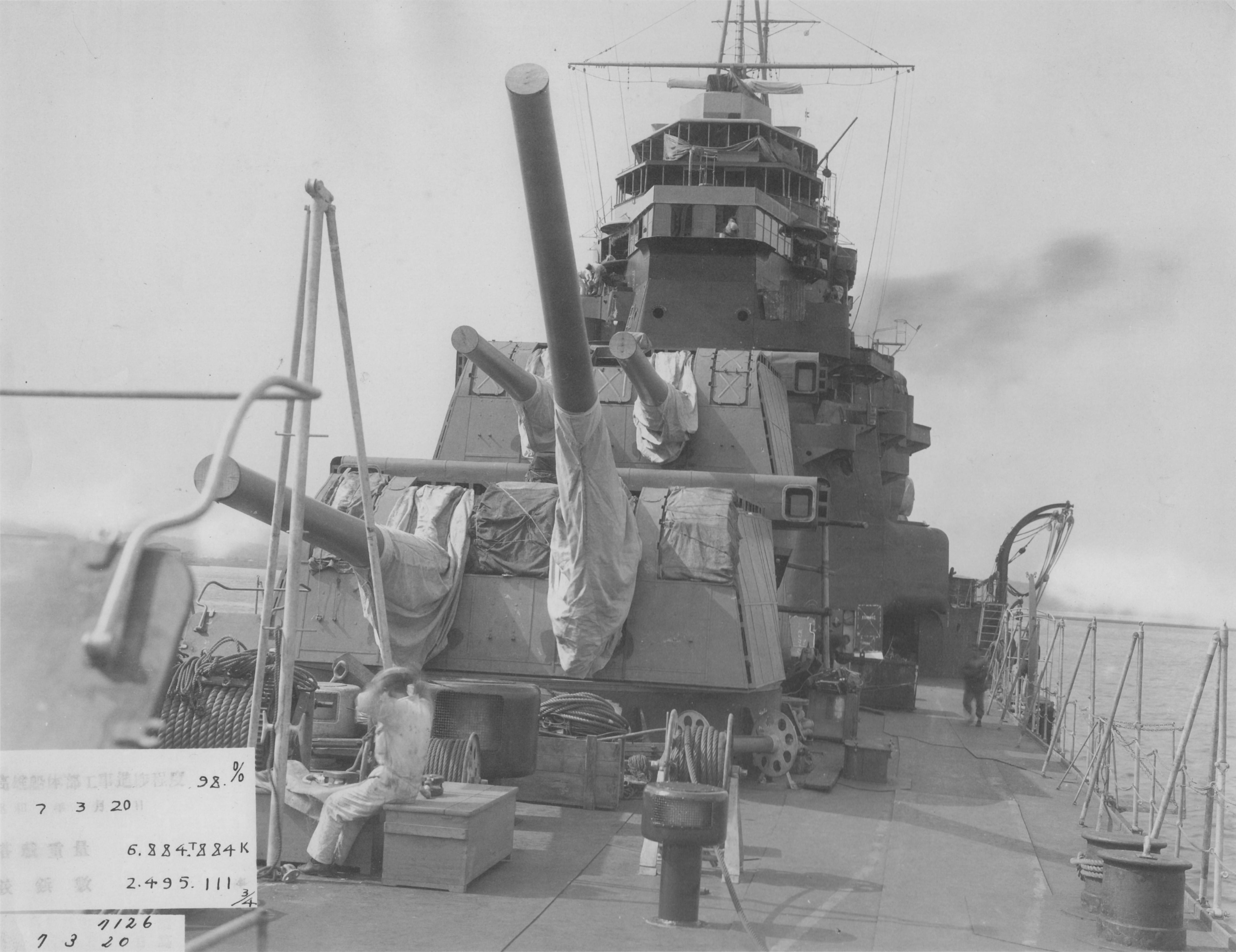
Носові башти головного калібру Такао, 1932 рік

Такао (Takao, яп. 高雄) — важкий крейсер Імперського флоту Японії, який брав участь у Другій світовій війні.
Корабель, який належав до крейсерів типу «Такао», спорудили у 1932 році на верфі ВМФ у Йокосуці.
2 грудня 1941-го Такао прибув з Японії до Мако (важлива база японського ВМФ на Пескадорських островах у південній частині Тайванської протоки). Він належав до 4-ї дивізії крейсерів, проте відповідно до складеного японським командуванням плану цей підрозділ не вступав у війну єдиним загоном. Такао і ще один крейсер увійшли до складу загону великих артилерійських кораблів адмірала Кондо, який також мав два лінкори та повинен був забезпечувати прикриття вторгнення до Малаї та на північ Філіппін. 4 грудня загін полишив базу та попрямував на південь в район острова Пуло-Кондоре (наразі Коншон, неподалік від південного завершення В'єтнаму), оскільки найбільшою вважалась загроза від британських сил у Сінгапурі. Дійсно, після опівдня 9 грудня японський підводний човен повідомив про рух із Сінгапуру ворожої ескадри, головну силу якої становили 2 лінкори. На світанку 10 грудня до головних сил Кондо приєднались ще 5 важких крейсерів, проте цього разу вступити в бій їм не довелось, оскільки тієї ж доби японська базова авіація потопила обидва ворожі лінкори. 11 грудня Такао разом з головними силами Кондо прибув до бухти Камрань (центральна частина В'єтнаму).
З 14 по 17 грудня 1941-го Такао разом із загоном Кондо виходив із Камрані в межах операції із проведення Другого Малайського конвою, який рушив із тієї ж бухти на добу раніше та розпочав розвантаження на півострові Малакка 16 числа.
Наступна операція була пов'язана із висадкою головних сил на філіппінський острів Лусон (до того японці вже провели шість допоміжних десантів у північній частині архіпелагу, дистанційне прикриття яких провадили крейсерські загони). 20 грудня загін Кондо вийшов з Камрані, в ніч на 22 грудня 1941-го розпочалось десантування в затоці Лінгайєн (північно-західне узбережжя Лусону), яке не зустріло протидії зі сторони надводних сил союзників, а 24 грудня Такао знову прибув у Камрань.
Успішний розвиток операцій в Малаї та на Філіппінах привів до рішення перенаправити сили Кондо на ще один бойовий напрямок, де японські війська розвивали наступ на схід Нідерландської Ост-Індії з півдня Філіппін. 8—11 січня 1942-го загін Такао перейшов з Камрані до Мако, а 14—18 січня пройшов до Палау в західній частині Каролінських островів. З 21 по 25 січня 1942-го з'єднання Кондо виходило з Палау для прикриття двох ударних авіаносців, які 24 січня завдали удару по острову Амбон. При цьому воно розділилось на дві групи, що діяли на захід та південь від Палау, і Такао перебував у складі останньої.
16 лютого 1942-го Такао разом зі ще одним важким крейсером із загону Кондо вийшов для дистанційного прикриття ударного авіаносного з'єднання, яке рушило в рейд на австралійський порт Дарвін. 21 числа вони прибули до затоки Старінг-Бей на південно-східному півострові острова Целебес (тут певний час базувались значні сили японського флоту).
25 лютого 1942-го Такао та два інші важкі крейсери 4-ї дивізії під прикриттям есмінців «Арасі» та «Новакі» вийшли зі Старінг-Бей в межах операції по вторгненню на Яву. Вони складали один із загонів, що мали перехоплювати ворожі кораблі та судна, які спробують полишити цей головний острів Нідерландської Ост-Індії. 1 березня літак з Такао атакував нідерландське судно Enggano (5412 GRT), при цьому перша бомба вибухнула неподалік у воді та пошкодила корпус, а друга влучила просто в трюм із вибухівкою та спричинила сильну пожежу (втім, пошкоджений корабель тримався на воді ще кілька діб та лише 4 березня був добитий важким крейсером «Тікума» і есмінцем «Уракадзе»). 2 березня Такао разом з важким крейсером «Атаго» перехопили й потопили британський есмінець HMS Pillsbury. 4 березня загін Такао в повному складі зустрів конвой, що прямував із Чілачапа (південне узбережжя Яви) до австралійського Фрімантлу. Конвой, до якого входили три транспорти під ескортом шлюпа та тральщика, був повністю втрачений для союзників (усі крейсери взяли участь у бою, проте вважається, що вирішальний внесок у потоплення шлюпа Yarra вніс крейсер «Атаго», а судно Tjisaroea захопили есмінці). 7 березня Такао повернувся до Старінг-Бей.
11—18 березня 1942-го Такао прямував до японського порту Йокосука, де пройшов короткостроковий ремонт і отримав додаткове зенітне озброєння (відомо, що у 1942-му Такао замість 4 одиночних 120-мм гармат отримав 4 спарені 127-мм зенітні установки).
18 квітня 1942-го американські літаки здійснили перший наліт на Японію («рейд Дуліттла»). У спробі наздогнати ворога японський флот вийшов у море, зокрема, до операції залучили Такао та два інші крейсери 4-ї дивізії. Втім, досягнути якихось результатів не вдалось і 22 квітня Такао повернувся до Японії.

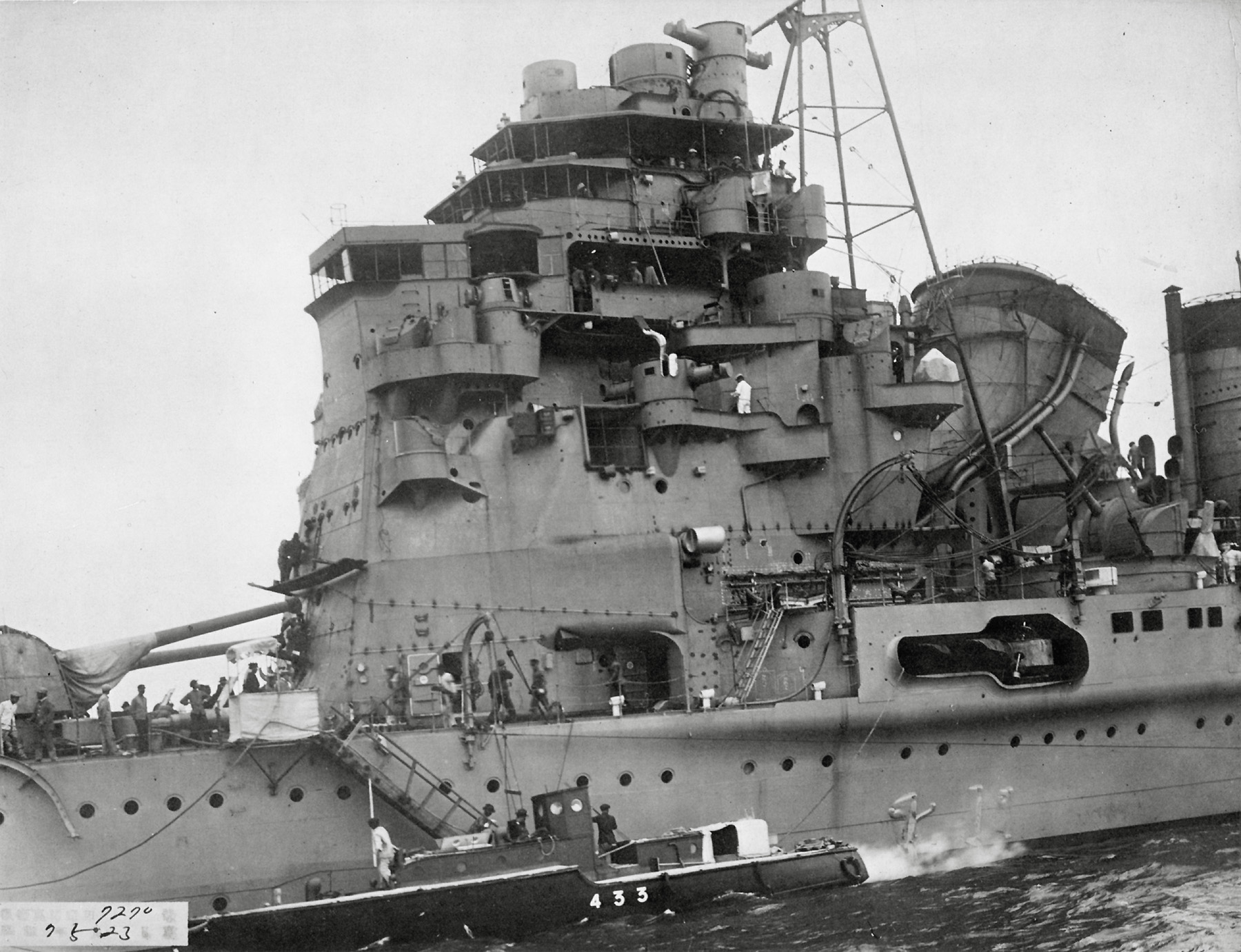
Центральна частина Такао, 1932 рік. Видно третю башту головного калібру, торпедний апарат та 120-мм зенітну гармату

2 травня 1942-го Такао та ще один важкий крейсер здійснювали перехід з Йокосуки до Внутрішнього Японського моря, коли надійшло повідомлення про торпедування підводним човном гідроавіаносця «Мідзухо». Крейсери прибули йому на допомогу всього через 1 годину та 15 хвилин після атаки, проте узяти пошкоджений корабель на буксир виявилось неможливим. Ще через 3 години гідроавіаносець затонув, при цьому крейсери врятували близько п'яти сотень моряків з нього.
22—26 травня 1942-го Такао в межах підготовки мідвейсько-алеутської операції пройшов до Омінато (важлива база ВМФ на північному завершенні Хонсю), де збиралось велике угруповання для дій на Алеутах. Такао та інший важкий крейсер увійшли до загону адмірала Какути, основну силу якого становили 1 авіаносець та 1 легкий авіаносець. 27 травня — 2 червня він перейшов до Парамуширу (Курильські острови), а наступної доби рушив для удару по Датч-Гарбору (головній базі американців на Алеутах, розташованій на сході архіпелагу). Під час операції кожен з важких крейсерів запустив по 2 розвідувальні гідролітаки, 2 з яких збили і 2 пошкодили ворожі винищувачі. З 6 червня авіаносна група приєдналась до інших сил угруповання та прикривала висадки на острови Атту і Киска (західна частина Алеутського архіпелагу). 24 червня угруповання повернулось до Японії.
7 серпня 1942-го союзники висадились на сході Соломонових островів, що започаткувало шестимісячну битву за Гуадалканал та змусило японське командування перекидати сюди підкріплення. 11 серпня Такао вийшов із Йокосуки у складі великого загону надводних кораблів, який загалом налічував 1 лінкор, 5 важких крейсерів та 1 гідроавіаносець під охороною легкого крейсера та 10 есмінців. 17 серпня вони прибули на атол Трук у центральній частині Каролінських островів (тут ще до війни створили потужну базу японського ВМФ, з якої до лютого 1944-го провадились операції в цілому ряді архіпелагів). 20 серпня з Труку в межах операції з проведення конвою з великими підкріпленнями для Гуадалканалу вийшли кілька з'єднань, зокрема Такао разом зі ще 4 важкими крейсерами під охороною легкого крейсера та 5 есмінців становив головні сили адмірала Кондо. 24 серпня відбулась битва авіаносних з'єднань біля східних Соломонових островів, а на наступний день рух конвою виявився остаточно припиненим унаслідок ударів авіації з наземних аеродромів. Певний час кораблі Кондо, які так і не вступили у бій з надводними силами ворога, перебували у морі, а 5 вересня повернулись на Трук.
9 вересня 1942-го Такао вийшов з Труку у складі з'єднання із 2 лінкорів та 5 важких крейсерів, щоб у взаємодії з іншим угрупованням (2 авіаносці, легкий авіаносець, 2 лінкори та 3 важкі крейсери) патрулювати північніше від Соломонових островів в межах підтримки операцій на Гуадалканалі. Втім, на цей раз до якогось зіткнення з супротивником не дійшло і 23 вересня японські сили повернулись на Трук.
11 жовтня 1942-го Такао вийшов з Труку у складі головних сил адмірала Кондо, які включали 2 лінкори і ще 3 важкі крейсери (а також 2 придані їм важкі авіаносці). Разом із двома іншими з'єднаннями (всього 2 важкі та 1 легкий авіаносці, 2 лінкори та 4 важкі крейсери) вони знову мали завдання підтримати операції на Гуадалканалі. В останній декаді жовтня відбулась битва біля островів Санта-Круз, під час якої все вирішила дуель авіаносців, а надводні сили так і не вступили в бій. 30 жовтня 1942-го кораблі Кондо повернулись на Трук.
На початку листопада 1943-го японське командування готувало проведення до Гуадалканалу великого конвою з підкріпленнями, що в підсумку вилилось у вирішальну битву надводних кораблів біля острова. 9 листопада 1942-го Такао знову рушив з Труку у складі головних сил Кондо, які включали 2 лінкори і ще 2 важкі крейсери (а також 1 приданий їм важкий авіаносець, який єдиний залишився на Труці після битви при Сант-Круз). Вони повинні були прикривати загін адмірала Абе, який напередодні підходу транспортів мав провести артилерійський обстріл аеродрому Гендерсон-Філд (за місяць до того така операція відбулась доволі вдало). У ніч проти 13 листопада біля Гуадалканалу загін Абе перестріло американське з'єднання із крейсерів та есмінців, яке зазнало значних втрат, проте зірвало обстріл аеродрому. Як наслідок, Такао та ще один важкий крейсер передали для формування нового загону, що мав все-таки провести бомбардування Гендерсон-Філд у ніч проти 15 листопада. Крейсери з'єднались з одним лінкором з колишніх сил Абе (другий лінкор загинув у бою 13 числа) та попрямували до Гуадалканалу. Цього разу операцію зірвало американське з'єднання, головну силу якого становили два лінкори. Такао та інший важкий крейсер спершу безрезультатно випустили вісім торпед по лінкору USS Washington, а потім змогли уразити лінкор USS South Dakota сімнадцятьма 203-мм і п'ятьма 155-мм снарядами та завдали останньому значних пошкоджень. Втім, USS Washington спромігся завдати фатальних пошкоджень японському лінкору, що й призвело до поразки японців та остаточного провалу їхньої операції. 18 листопада Такао прибув на Трук.
22–27 листопада 1942-го Такао прямував до Куре, де пройшов короткочасний ремонт, а 19–24 грудня повернувся на Трук. 31 січня 1943-го Такао вийшов з Труку у складі великого з'єднання, яке включало ще 3 важкі крейсери, 2 важкі та 1 легкий авіаносці, 2 лінкори під ескортом легких крейсерів та есмінців. Завданням загону було патрулювання північніше від Соломонових островів задля прикриття евакуації японських сил з Гуадалканалу. Остання завершилась 9 лютого і тоді ж Такао повернувся на Трук.
Із завершенням битви за Гуадалканал інтенсивність бойових дій у регіоні істотно знизилась. Упродовж кількох місяців Такао залишався на Труці, проте не виходив для нових операцій. 30 червня союзники висадились у центральній частині Соломонових островів на архіпелазі Нью-Джорджія, що започаткувало нову тримісячну битву, проте Такао не брав у ній участі і 21—26 липня крейсер пройшов до Йококсуки для ремонту, під час якого отримав дві строєні установки 25-мм зенітних автоматів (що довело загальну кількість таких стволів на кораблі до 18 одиниць).
17–23 серпня 1943-го Такао прямував з Йокосуки на Трук у складі великого угруповання, яке також включало 1 ескортний авіаносець, 3 лінкори та ще один важкий крейсер. Далі Такао прийняв на борт персонал авіагрупи, доправлений з Японії на борту одного з лінкорів, та 25—27 серпня пройшов з ним до Рабаула. І цього разу крейсер не стали використовувати в боротьбі за Нью-Джорджію, так що 29 серпня Такао вже повернувся на Трук. 

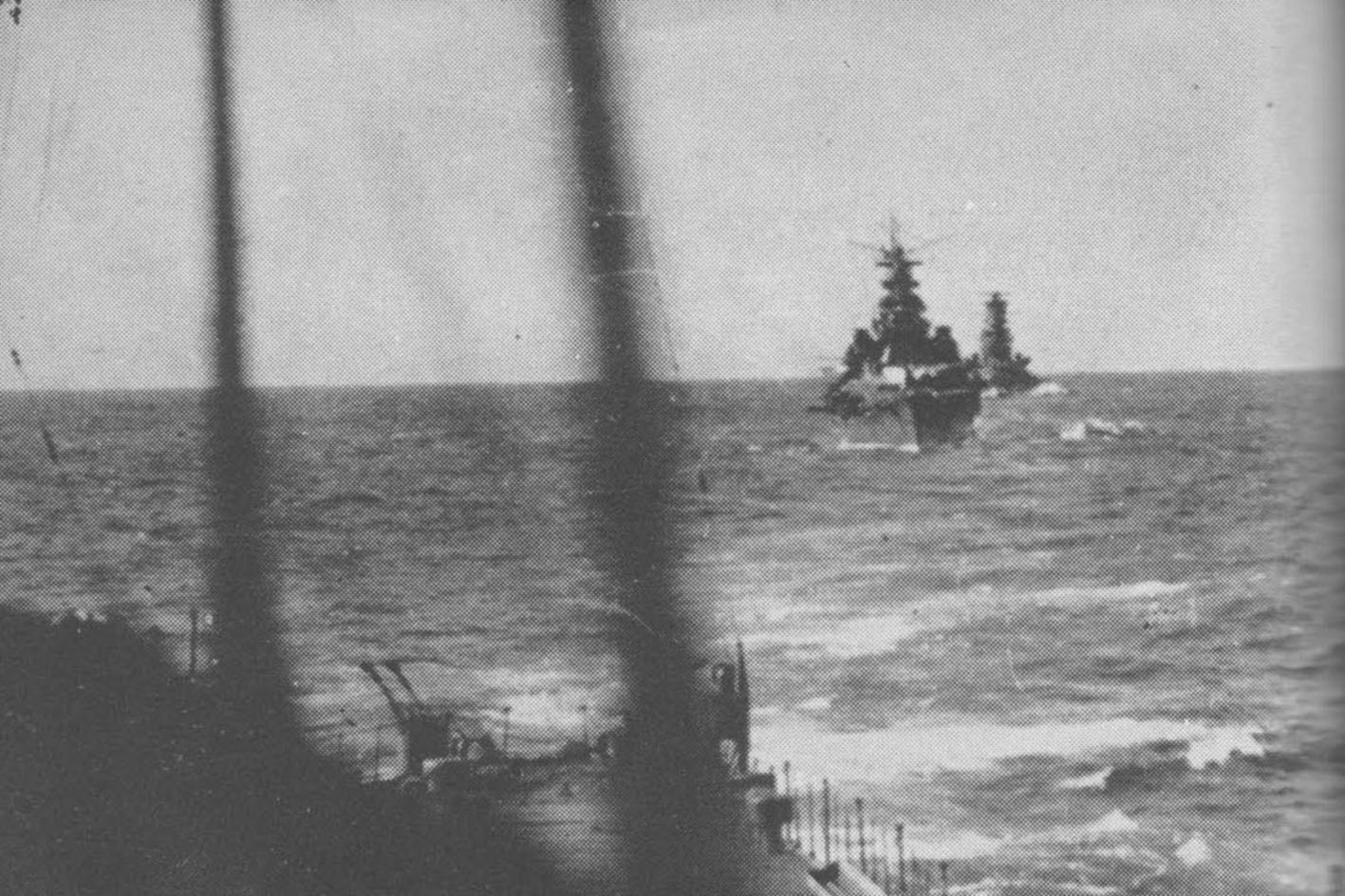
Такао прямує для бомбардування Гуадалканалу 14 листопада 1942. Знято з борту крейсера «Атаго», за Такао в кільватері йде лінкор «Кірішіма»

У середині вересня 1943-го американське авіаносне з'єднання здійснило рейд проти зайнятих японцями островів Гілберта (лежать південніше від Маршаллових островів). У відповідь 18 вересня з Труку на схід вийшли значні сили (2 авіаносці, 2 лінкори, 7 важких крейсерів та інші кораблі), до яких належав і Такао. Японці попрямували до атола Еніветок (крайній північний захід Маршаллових островів), проте в підсумку так і не вступили в контакт із союзними силами та 25 вересня повернулись на базу.
На початку жовтня 1943-го американське авіаносне з'єднання завдало удару по острову Вейк (північніше від Маршаллових островів) без жодної суттєвої реакції з боку ворожого флоту. Зате за кілька тижнів японці на основі радіоперехоплення вирішили, що готується нова атака на Вейк, і 17 жовтня вислали з Труку до Еніветоку головні сили (3 авіаносці, 6 лінкорів, 8 важких крейсерів та інші кораблі), разом з якими прямував і Такао. Цей флот кілька діб безрезультатно очікував ворога, при цьому 23 жовтня Такао виходив у район на південний захід від Вейка. У підсумку 26 жовтня японці повернулись на Трук.
1 листопада 1943-го союзники здійснили висадку на острові Бугенвіль, лише за чотири сотні кілометрів на південний схід від Рабаула. З останнього в межах контрзаходів вийшов загін, найбільшими кораблями якого були два важкі крейсери, але в ніч проти 2 листопада він зазнав поразки в бою в затоці Імператриці Августи. Готуючись до нової контратаки, японське командування 3 листопада вислало з Труку до Рабаулу одразу сім важких крейсерів, і серед них Такао. 5 листопада шість крейсерів досягнули пункту призначення (сьомий перенаправили для допомоги пошкодженим танкерам), проте цього ж дня Рабаул уперше став ціллю для американського авіаносного угруповання. Унаслідок атаки одразу 5 важких крейсерів пошкодили, що фактично остаточно нейтралізувало загрозу для сил вторгнення на Бугенвіль (хоча японське командування помилково вважало, що ворожі сили істотно послаблені внаслідок бою 2 листопада). Такао був уражений двома 224-кг бомбами, скинутими літаками з авіаносця USS Saratoga, які призвели до пробоїн у корпусі нижче від ватерлінії та пошкодили систему кермування, загинуло 33 члени екіпажу. Втім, того ж 5 листопада Такао покинув Рабаул разом з важким крейсером «Атаго» та 7 листопада прибув на Трук. 11—15 листопада Такао пройшов до Йокосуки на ремонт, який тривав до середини січня 1944-го. При цьому змонтували додаткові вісім одинарних установок 25-мм зенітних автоматів (що довело загальну кількість таких стволів на кораблі до 26 одиниць).
29 січня 1944-го Такао попрямував з Йокосуки на Трук, проте невдовзі йому наказали йти на допомогу ескортному авіаносцю «Унйо», який за два тижні до того був торпедований підводним човном біля Маріанських островів, а під час подальшого переходу до Японії потрапив у потужний шторм. 7 лютого Такао та «Унйо» прибули до Йокосуки.
15 лютого 1944-го Такао знову полишив Японію та 20 лютого прибув на Палау. На той час японське командування вже вивело більшість сил з Труку, а сама ця база була 17 лютого розгромлена під час рейду американського авіаносного з'єднання. 29 березня — 2 квітня 1944-го Такао разом з чотирма іншими важкими крейсерами перейшов з Палау до Давао (південне узбережжя філіппінського острова Мінданао), при цьому вже наступного дня після їх відбуття базу на Палау розгромило авіаносне з'єднання. 7–9 квітня цей загін (до якого приєднався легкий крейсер, що прибув у Давао з Японії) пройшов у район Сінгапуру до якірної стоянки Лінгга, де зосередились головні сили японського флоту (дії підводних човнів на комунікаціях вкрай ускладнювали доставку палива до Японії та призвели до рішення базувати флот у Південно-Східній Азії поблизу від районів нафтовидобутку).
11—13 травня 1944-го Такао прямував з Лінгга до Таві-Таві (у філіппінському архіпелазі Сулу поряд з нафтовидобувними районами острова Борнео). На той час японське командування очікувало швидкої ворожої атаки на головний оборонний периметр імперії, що після відходу з Труку проходив через Маріанські острови, Палау та захід Нової Гвінеї, а тому перевело флот ближче до цих районів. 12 червня американці розпочали операцію з оволодіння Маріанськими островами і наступної доби японський флот рушив для контратаки, при цьому Такао належав до загону «С» адмірала Куріти. У битві 19—20 червня у Філіппінському морі японці зазнали важкої поразки, хоча Такао не довелося вступити в бій. 22 червня Такао прибув на Окінаву, а 24 червня вже був у Внутрішньому Японському морі.
У Куре на Такао вчергове підсилили зенітне озброєння, встановивши 4 строєних та 22 одиночних установки 25-мм зенітних автоматів (тепер таких стволів на кораблі було вже 60). А 8—16 липня 1944-го Такао разом з головними силами флоту прямував з Куре до Сінгапуру, де до 6 серпня пройшов короткочасний ремонт. Після цього крейсер перейшов на якірну стоянку Лінгга та залишався там більш як два місяці (за винятком кількаденного рейсу до Сінгапуру та назад наприкінці серпня).

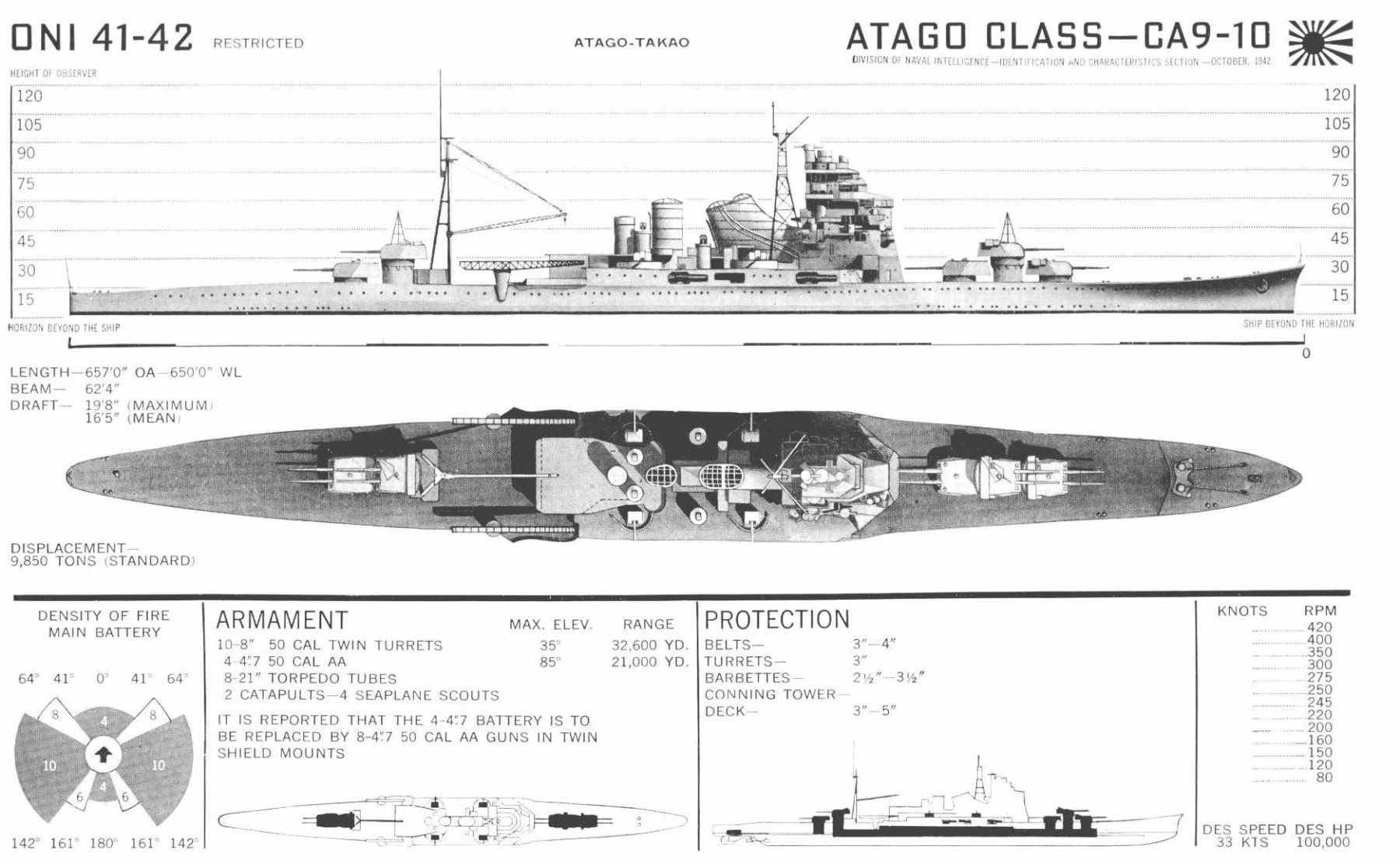
Схема крейсерів типу Такао

18 жовтня 1944-го головні сили японського флоту полишили Лінгга для підготовки до протидії неминучій ворожій атаці на Філіппіни. Вони пройшли через Бруней, після чого розділились на два з'єднання. Такао увійшов до ескорту головних сил адмірала Куріти, які мали прямувати через північну частину внутрішніх морів Філіппін. Втім, Такао не зміг дійти туди, оскільки вранці 23 жовтня під час прямування уздовж західного узбережжя острова Палаван з'єднання Куріти пройшло через район дії кількох американських підводних човнів. USS Darter спершу потопив важкий крейсер «Атаго», а потім поцілив Такао двома торпедами. Такао втратив хід, загинуло 33 члени екіпажу. USS Darter спробувала добити його, проте сіла на мілину та була втрачена.
Такао зміг відновити хід зі швидкістю 6 вузлів і рушив назад до Брунею в супроводі есмінців «Асасімо» та «Наганамі». Вранці 24 жовтня з Такао зустрівся переобладнаний мисливець за підводними човнами «Міцу-Мару», який мав узяти крейсер на буксир. Також для додаткової охорони прибув торпедний човен «Хійодорі». Під вечір 25 жовтня Такао прибув до Брунею, а 8–12 листопада пройшов до Сінгапуру, де його призначили для використання як плавучу зенітну батарею на ВМБ Селетар, де перебували значні судноремонтні потужності (втім, частину 25-мм зенітних автоматів зняли з корабля). При цьому з 15 листопада 4-та дивізія була розформована і Такао приписали до 5-ї дивізії крейсерів.
Наприкінці липня 1945-го британці організували диверсійну атаку на два раніше пошкоджені важкі крейсери, що перебували в Сінгапурі. 31 липня два підводні човни наблизились до нього та запустили диверсійні мінісубмарини, при цьому доправлений HMS Stygian апарат HMS XE-3 мав атакувати Такао й успішно розмістив на корпусі крейсера 6 мін. Також під крейсером скинули заряд із тонною вибухівки. Привезений на HMS Spark апарат HMS XE-1 мав атакувати важкий крейсер «Мьоко», проте затримався на переході через присутність патрульних катерів і не зміг вчасно замінувати свою ціль, тому також скинув вибуховий пристрій біля Такао. Увечері 31 липня три виставлені британцями міни здетонували, що призвело до затоплення ряду приміщень Такао. Втім, якихось фатальних пошкоджень крейсер не зазнав.
Такао дочекався у Сінгапурі капітуляції Японії, а наприкінці жовтня 1946-го був виведений на буксирі у Малаккську протоку та затоплений.